# Bi Gan
Bi Gan (China, 4 de junho de 1989) é um cineasta, roteirista, poeta e fotógrafo chinês.